# سيمون باور (ملحن)
سيمون باور (بالإنجليزية: Simon Power)‏ هو ملحن بريطاني، ولد في 14 فبراير 1958.

## وصلات خارجية
- سيمون باور على موقع IMDb (الإنجليزية)
- سيمون باور على موقع ميوزك برينز (الإنجليزية)